# Adolf Glunz
Adolf Glunz (11 de junho de 1916 - 1 de agosto de 2002) foi um oficial alemão que serviu na Luftwaffe durante a Segunda Guerra Mundial. Foi condecorado com a Cruz de Cavaleiro da Cruz de Ferro com Folhas de Carvalho.

## Condecorações
- Distintivo de pilotos (4 de outubro de 1940)
- Cruz de Ferro (1939)
  - 2ª classe (26 de maio de 1941)[5]
  - 1ª classe (8 de junho de 1941)[5]
- Distintivo de Voo do Fronte da Luftwaffe
  - em Bronze (1 de julho de 1941)
  - em Prata (1 de outubro de 1941)
  - em Ouro (25 de agosto de 1942)
  - em Ouro com Flâmula "200" (10 de julho de 1944)
- Troféu de Honra da Luftwaffe (29 de junho de 1942)[6][7]
- Cruz Germânica em Ouro (15 de outubro de 1942)[8]
- Cruz de Cavaleiro da Cruz de Ferro (29 de agosto de 1943)[9][10]
  - 508ª Folhas de Carvalho (24 de junho de 1944)[10][11]